# Temporada de huracanes del Pacífico de 2019
La temporada de huracanes del Pacífico de 2019 fue una temporada cercana a la media que produjo diecinueve tormentas nombradas, aunque la mayoría fueron bastante débiles y de corta duración. Solo se formaron siete huracanes, la menor cantidad desde 2010. La temporada tuvo un comienzo bastante lento, sin ciclones tropicales que se formaron en la cuenca durante el mes de mayo por primera vez desde 2016, y la primera vez que no se formaron tormentas antes del mes de junio desde 2011. La temporada se convirtió en la más reciente. comenzando la temporada de huracanes en el Pacífico desde que comenzaron los registros confiables en 1971 con la primera depresión tropical, que finalmente se convirtió en el huracán Alvin, formándose el 25 de junio. El huracán más fuerte de la temporada, Barbara, se formó el 30 de junio y alcanzó su punto máximo como un huracán de categoría 4 de alta gama el 3 de julio. Agosto fue extremadamente silencioso y no se formaron huracanes durante el mes, el primero en una temporada desde 1973. Septiembre fue mucho más activo con seis sistemas en desarrollo, de los cuales tres se convirtieron en huracanes. La actividad disminuyó apreciablemente en octubre y noviembre, ya que la mayoría de las tormentas permanecieron débiles y de corta duración. La temporada inició oficialmente el 15 de mayo en el Pacífico oriental e inició el 1 de junio en el Pacífico central y estos finalizaron el 30 de noviembre de 2019 en ambas zonas. Estas fechas delimitan convencionalmente el período de cada año cuando la mayor parte de ciclones tropicales se forman en el océano Pacífico. Sin embargo, la formación de ciclones tropicales es posible en cualquier época del año.
El impacto sobre la tierra fue relativamente mínimo. Los remanentes de Bárbara causaron cortes de energía en Hawái a principios de julio. Los huracanes Erick y Flossie amenazaron a Hawái, pero los sistemas se debilitaron significativamente antes de llegar a las islas, causando efectos mínimos. La tormenta tropical Ivo y el huracán Juliette trajeron fuertes vientos a la isla Clarión. A fines de septiembre, el huracán Lorena tocó tierra en el suroeste de México y Baja California Sur, y su humedad remanente entró en el suroeste de los Estados Unidos. Lorena fue responsable de una muerte y daños por valor de $910,000. La tormenta tropical Narda tomó un camino casi idéntico una semana después, matando a seis y causando daños por $ 5.2 millones. En general, esta temporada fue drásticamente menos activa y destructiva que el año anterior, causando alrededor de $16.1 millones en daños y siete muertes.

## Pronósticos
La Administración Nacional Oceánica y Atmosférica (NOAA) publicó sus pronósticos para las temporadas de huracanes en el Atlántico y en el Pacífico del año 2019. Se esperaba que la temporada del Pacífico estuviera obstaculizada por el ciclo de décadas de duración que comenzó en 1981, que generalmente aumentó la cizalladura del viento a través de la cuenca. El área de responsabilidad del Centro de Huracanes del Pacífico Central también se espera que sea inferior a la media, con sólo dos o tres ciclones tropicales que se espera formar o cruzar en la zona. El 15 de mayo, la temporada de huracanes comenzó en la cuenca del Pacífico Oriental, que es el área del norte del Océano Pacífico al este de 140°W. El 1 de junio, la temporada comenzará en la zona de alerta del Pacífico Central (entre 140°W y la línea internacional de fecha); sin embargo, no ocurrieron tormentas en la región hasta en el mes de julio. Este pronóstico se basó principalmente en la expectativa de condiciones de la neutral El Niño-Oscilación del Sur con el fenómeno débil de El Niño que se formó en octubre de 2018. En promedio, una temporada de huracanes en el Pacífico entre 1981 y 2010 contenía doce tormentas tropicales, seis huracanes y tres huracanes mayores, con un índice de Energía Ciclónica Acumulada (ACE) de entre 90 y 160 unidades.
El 15 de mayo de 2019, el Servicio Meteorológico Nacional (SMN) emitió su primer pronóstico para la temporada, pronosticando un total de 19 tormentas nombradas, 11 huracanes y 6 huracanes mayores que se desarrollarán. El 23 de mayo, la Administración Nacional Oceánica y Atmosférica publicó su pronóstico anual, pronosticando una probabilidad del 70% de una temporada cercana al promedio en las cuencas del Pacífico Oriental y Central, con un total de 15–22 tormentas nombradas, 8– 13 huracanes, y 4–8 huracanes mayores. La razón de su perspectiva fue el pronóstico de que El Niño continuaría durante la temporada, lo que reduce la cizalladura vertical del viento en toda la cuenca y aumenta las temperaturas de la superficie del mar. Además, muchos modelos de computadora globales esperaban una Oscilación Decenal Positiva en el Pacífico (PDO), una fase de un ciclo de varias décadas que favorecía temperaturas más cálidas que la temperatura promedio de la superficie del mar que habían continuado desde 2014 para continuar, en contraste con el período 1995-2013. Período, que generalmente aparece por debajo de la actividad normal.

## Resumen de la temporada

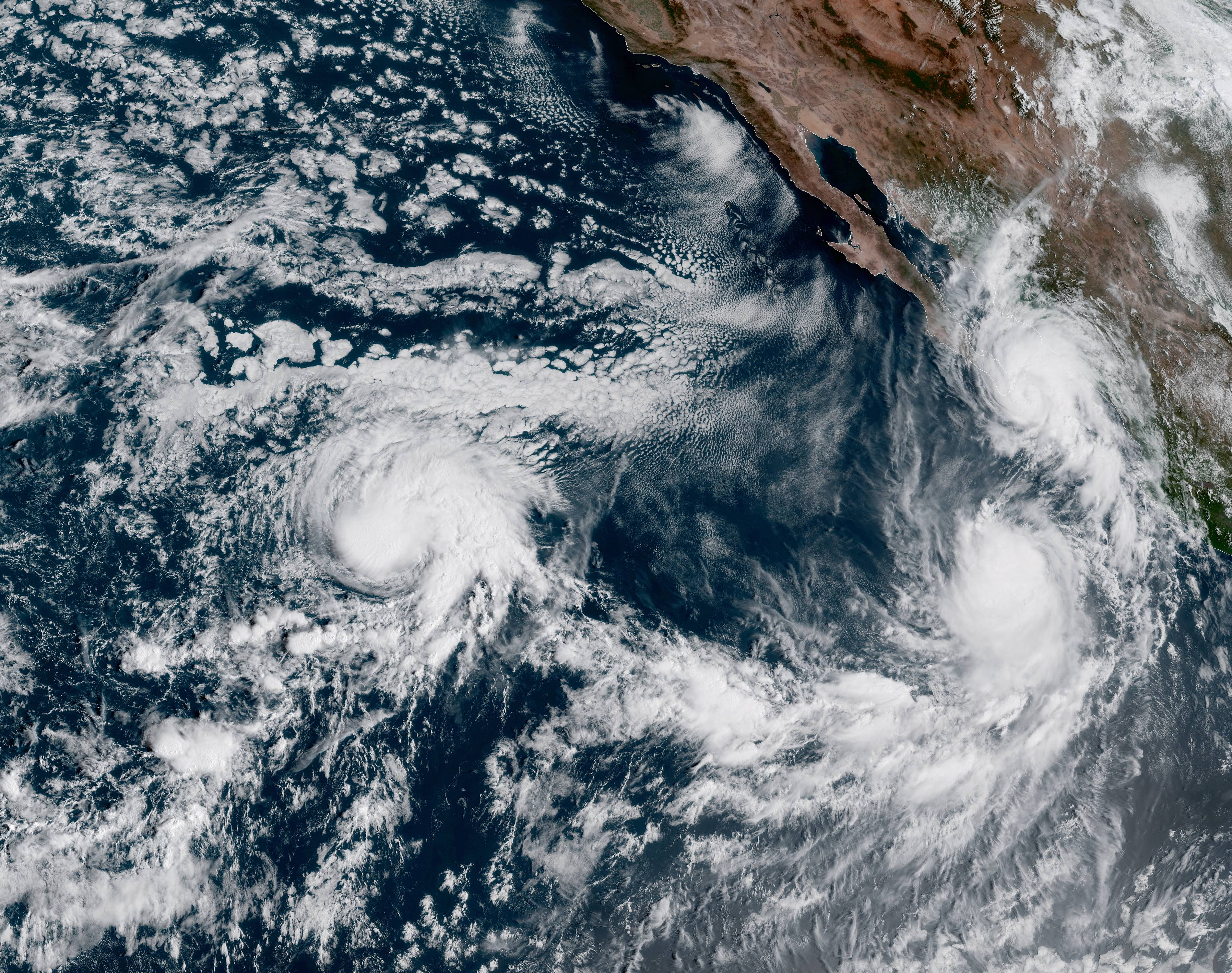
Tormentas tropicales Kiko y Mario y huracán Lorena el 20 de septiembre de 2019.

El índice de Energía Ciclónica Acumulada (ECA) para la temporada de huracanes en el Pacífico de 2019, en total fue de 97.9875 unidades (83.56 unidades en el Pacífico Oriental y 14.4275 unidades en el Pacífico Central). La Energía Ciclónica Acumulada es una medida de la potencia de una tormenta tropical o subtropical multiplicada por el tiempo que existió. Solo se calcula para avisos completos en sistemas tropicales y subtropicales específicos que alcanzan o superan las velocidades del viento de 39 mph (63 km/h).
La temporada comenzó oficialmente el 15 de mayo en el Pacífico oriental y el 1 de junio en el Pacífico central; ambos terminaron el 30 de noviembre. La actividad inicial fue lenta, con la primera depresión tropical formándose el 25 de junio. La tormenta más fuerte de la temporada, el huracán Barbara, alcanzó su intensidad máxima el 2 de julio como un huracán categoría 4 de alta gama. La temporada se volvió más activa en julio, con la formación de cinco ciclones tropicales, incluidas dos tormentas que se intensificaron en huracanes. Entre ellos se encontraba el huracán Erick, que alcanzó el estado de categoría 4 el 31 de julio. Este nivel de actividad se detuvo en agosto, con solo tres tormentas con nombre formadas, ninguna de las cuales alcanzó la fuerza de un huracán.
El primer día de septiembre, se formó el huracán Juliette, convirtiéndose en el tercer huracán más importante de la temporada. Además, la actividad tropical también comenzó en el Pacífico Central con la formación de la tormenta tropical Akoni el 3 de septiembre, que se disipó dos días después. No hubo ciclones tropicales durante cinco días hasta la formación del huracán Kiko el 12 de septiembre y la formación de la tormenta tropical Mario y el huracán Lorena cinco días después. A fines de septiembre, la tormenta tropical Narda se convirtió en la sexta tormenta nombrada en formarse durante el mes, empatando el récord del septiembre más activo con las estaciones de 1966, 1992, 1994, 1997 y 2005.
Tres tormentas tropicales se formaron en el mes de octubre, la primera fue la tormenta tropical Ema, que se formó el 12 de octubre en el Pacífico Central, convirtiéndose en la primera ocurrencia desde 2016 en la que se nombró más de un ciclón tropical en la cuenca. La segunda tormenta con nombre del mes, Octave, se formó el 17 de octubre y se disipó dos días después sin amenazar la tierra. Priscilla se formó el 20 de octubre y luego se disipó al día siguiente mientras rozaba el oeste de México. A mediados de noviembre, la tormenta tropical Raymond se formó el 15 de noviembre, solo quince días antes de que la temporada terminara oficialmente.

## Ciclones tropicales

### Huracán Alvin
El 19 de junio de 2019, el Centro Nacional de Huracanes (NHC) comenzó a pronosticar la formación de un área de baja presión frente a la costa del suroeste de México en los próximos días. El 22 de junio se desarrolló en la región un área de lluvias desorganizadas y tormentas eléctricas, asociada con una onda tropical que se desplazaba hacia el oeste, y se formó un sistema de baja presión en asociación con el sistema al día siguiente. Durante los siguientes días, el sistema se organizó gradualmente a medida que avanzaba de oeste a noroeste, alejándose de la costa de México. A las 21:00 UTC del 25 de junio, la perturbación había desarrollado una convección suficientemente organizada, así como un centro de circulación suficientemente definido para ser clasificado como una depresión tropical, el primero de la temporada de huracanes en el Pacífico de 2019. La depresión se fortaleció lentamente, se convirtió en una tormenta tropical y recibió el nombre de Alvin dieciocho horas después. El 27 de junio, Alvin giró hacia el noroeste, mientras se fortalecía lentamente. A principios del 28 de junio, a las 03:00 UTC, Alvin se convirtió en un huracán de categoría 1, convirtiéndose en el primer huracán de la temporada. Las imágenes de microondas revelaron que Alvin tenía un pequeño núcleo interno con un ojo de alrededor de 10 millas náuticas de diámetro. Apenas seis horas después, la cizalladura del viento del suroeste comenzó a aumentar a medida que Alvin giraba hacia el noroeste, lo que provocó que Alvin se debilitara a causa de una tormenta tropical. El rápido debilitamiento comenzó a partir de entonces, cuando la fuerte cizalladura del viento del sudeste y las aguas oceánicas más frías comenzaron a pasar factura, y el ciclón se debilitó a una depresión tropical a principios del 29 de junio. A las 15:00 UTC de ese día, Alvin degeneró en un remanente postropical bajo después de seguir sin tener convección profunda.

### Huracán Barbara
A mediodía del 26 de junio de 2019, el Centro Nacional de Huracanes (NHC) comenzó a pronosticar la posibilidad de que un área de baja presión se formara a varios cientos de millas al suroeste de la costa sur de México en unos pocos días. Una onda tropical, acompañada por una amplia área de lluvias desorganizadas y tormentas eléctricas, se trasladó a la región al día siguiente. La perturbación gradualmente se organizó mejor en los próximos días a medida que avanzaba de oeste a noroeste, y se desarrolló una amplia área de baja presión en asociación con el sistema el 29 de junio. Al día siguiente, las imágenes satelitales indicaron que la perturbación se había organizado mejor y que había obtenido vientos de gran fuerza al este de su centro bien definido. Por lo tanto, el Centro Nacional de Huracanes clasificó el sistema como tormenta tropical Barbara a las 15:00 UTC de ese día. Bárbara siguió avanzando de oeste a noroeste, y aumentó la convección alrededor del centro de la tormenta, ya que las condiciones continuaron siendo favorables para el fortalecimiento. A las 21:00 UTC del 1 de julio, Barbara se intensificó en un huracán de categoría 1. Luego, Barbara comenzó a experimentar una rápida intensificación, ya que la estructura general de la tormenta mejoró y también desarrolló un núcleo interno robusto que alcanzó el estado de categoría 2 a las 03:00 UTC del 2 de julio. Para las 12:30 UTC de ese día, la tormenta se había intensificado en un huracán mayor de categoría 4, como lo demuestran las observaciones satelitales. A las 03:00 UTC del día siguiente, Barbara alcanzó su intensidad máxima como un huracán de categoría 4 de alto nivel, con una presión central mínima de 933 milibares (27.6 inHg) y vientos sostenidos máximos de 1 minuto de 155 millas por hora (249 km/h). Poco después, Barbara inició un ciclo de reemplazo de la pared del ojo, y la tormenta encontró aguas más frías 12 horas después, lo que provocó que la tormenta se debilitara. Esta tendencia de debilitamiento se aceleró a medida que aumentó la cizalladura del viento del suroeste, y la tormenta se debilitó a un huracán de categoría 2 a las 21:00 UTC del 4 de julio. Temprano a la mañana siguiente, Barbara se debilitó en una tormenta tropical; La tormenta gradualmente perdió su convección restante y se degeneró en un remanente bajo durante la tarde del 6 de julio. Los remanentes de Bárbara pasaron 120 millas (190 km) al sur de Hawai'i el 8 de julio, produciendo lluvias sobre las regiones de barlovento de la isla y la cercana Maui. Las tormentas generadas por los restos de Bárbara fueron citadas por Hawaiian Electric Industries como la causa probable de cortes de energía que afectan a 45,000 clientes de electricidad.

### Tormenta tropical Cosme
El 28 de junio, el Centro Nacional de Huracanes comenzó a pronosticar el desarrollo de una perturbación tropical en el sur de México en los próximos días. A principios del 3 de julio, una perturbación tropical asociada con una ola tropical se formó a varios cientos de millas al sur de la costa sur de México. Entrando en condiciones favorables, la perturbación continuó organizándose lentamente, ya que estaba cerca del huracán Bárbara. El 6 de julio, la perturbación se organizó en una tormenta tropical y se llamó Cosme, convirtiéndose en el tercer sistema de la temporada de huracanes en el Pacífico Oriental. Sin embargo, un día después del nombre de la tormenta, Cosme comenzó a debilitarse debido a la intrusión de aire seco. A las 03:00 UTC del 8 de julio, Cosme se debilitó en una depresión tropical, antes de degenerar en un remanente bajo sin convección más tarde ese día, después de sucumbir a una combinación de bajas temperaturas de la superficie del mar, aire seco y cizalladura del viento del oeste.

### Depresión tropical Cuatro-E
A las 00:00 UTC del 6 de julio, el Centro Nacional de Huracanes comenzó a pronosticar la formación potencial de un área de baja presión, que tenía el potencial de convertirse en un ciclón tropical en varios días. Dos días después, se formaron tormentas eléctricas en asociación con una ola tropical dentro del área. Posteriormente, el sistema se organizó rápidamente y se clasificó como depresión tropical Cuatro-E a las 21:00 UTC del 12 de julio. El sistema luego procedió a moverse lentamente hacia el oeste-noroeste. Sin embargo, la tormenta no se intensificó aún más debido al aire seco y la cizalladura del viento en la región. A fines del 13 de julio, la cizalladura del viento hizo mella en la tormenta, y Four-E perdió casi toda su convección profunda, aunque algunas celdas continuaron persistiendo cerca del centro de la tormenta. A las 15:00 UTC del 14 de julio, el sistema degeneró en un remanente bajo.

### Tormenta tropical Dalila
El 14 de julio, el Centro Nacional de Huracanes comenzó a pronosticar la posible formación de un área de baja presión frente a las costas de Costa Rica.. Doce horas después, se desarrollaron tormentas eléctricas asociadas con una ola tropical, como se esperaba. El sistema se organizó e intensificó gradualmente a medida que avanzaba lentamente hacia el oeste-noroeste. El 20 de julio, el Centro Nacional de Huracanes comenzó a pronosticar una alta probabilidad de desarrollo de ciclones tropicales para el sistema. El 22 de julio, la perturbación desarrolló un centro de circulación bien definido a unas 600 millas náuticas (690 millas; 1100 km) al suroeste de la Península de Baja California, lo que permite su clasificación como depresión tropical. Al día siguiente, las estimaciones satelitales indicaron que el sistema comenzó a producir vientos con fuerza de tormenta tropical. Como resultado, el sistema se actualizó a la tormenta tropical Dalila a las 09:00 UTC del 23 de julio, ya que se movió hacia el norte-noroeste. Finalmente, Dalila emergió en un área de bajas temperaturas en la superficie del mar un día después, lo que lo debilitó al estado de depresión tropical. Dalila encontró condiciones aún más desfavorables a medida que continuó moviéndose hacia el noroeste, causando que la tormenta degenerara en un remanente bajo a las 15:00 UTC del 25 de julio.

### Huracán Erick
El Centro Nacional de Huracanes (NHC) comenzó a pronosticar la posible formación de una perturbación tropical el 22 de julio. Solo doce horas después, se formaron tormentas eléctricas dentro del área. El sistema se organizó gradualmente en los próximos días. El 27 de julio, comenzó a producir vientos con fuerza de tormenta tropical, pero aún carecía de un centro de circulación bien definido. Más tarde ese día, la circulación del sistema comenzó a organizarse, lo que llevó a la clasificación del sistema como una depresión tropical. Varias horas después, el sistema se intensificó en la tormenta tropical Erick. El sistema se organizó lentamente, y a las 03:00 UTC del 30 de julio, Erick se intensificó en un huracán a medida que avanzaba hacia el oeste hacia el área de responsabilidad del Centro de Huracanes del Pacífico Central. Doce horas después, Erick se intensificó rápidamente en un huracán de categoría 3. La intensificación rápida continuó, y a las 21:00 UTC del 30 de julio, Erick alcanzó su intensidad máxima como huracán de categoría 4, con vientos sostenidos a 115 nudos (130 mph; 215 km/h). Al día siguiente, Erick inició un ciclo de reemplazo de la pared del ojo, lo que hizo que comenzara a debilitarse. Más tarde ese día, fue degradado a un huracán de categoría 3. A la mañana siguiente, Erick se debilitó por debajo del estado de huracán mayor, luego degeneró aún más en un huracán de categoría 1 seis horas después. A finales del 1 de agosto, Erick se debilitó en una tormenta tropical debido a la fuerte cizalladura del viento del suroeste. Erick pasó justo al sur de la Isla Grande de Hawái antes de degenerar en una depresión tropical a fines del 4 de agosto. A las 03:00 UTC del 5 de agosto, la tormenta degeneró en un remanente bajo. Por lo tanto, el Centro de Huracanes del Pacífico Central (CHPC) emitió su último aviso sobre el sistema.

### Huracán Flossie
El Centro Nacional de Huracanes comenzó a pronosticar la formación de un sistema de baja presión el 22 de julio. Varios días después, se formó un disturbio justo al sur de la costa de Guatemala. Al rastrear hacia el oeste-noroeste, el sistema encontró condiciones favorables y desarrolló un centro de circulación bien definido el 28 de julio, lo que llevó a su clasificación como depresión tropical. A las 09:00 UTC del 29 de julio, el sistema se fortaleció en una tormenta tropical y se llamó Flossie. La tormenta se intensificó gradualmente en un huracán de categoría 1 al día siguiente a medida que se alejaba de la costa mexicana. Varias horas después, Flossie alcanzó su intensidad máxima con vientos de 70 kt (80 mph; 130 km/h). Poco después, comenzó a debilitarse debido a los fuertes vientos de nivel superior y al cizallamiento resultante. A las 21:00 UTC del 31 de julio, Flossie se debilitó nuevamente en una tormenta tropical. A las 21:00 UTC del 2 de agosto, Flossie se mudó al área de responsabilidad del Centro de Huracanes del Pacífico Central como un sistema en gran medida desorganizado. Flossie luego se acercó lentamente a Hawái mientras se debilitaba en una depresión tropical a principios del 5 de agosto. finalmente degenerando en un remanente bajo a las 03:00 UTC del 6 de agosto.

### Tormenta tropical Gil
La tormenta tropical Gil se originó a partir de tormentas desorganizadas observadas por primera vez el 29 de julio. El sistema se organizó lentamente durante los días siguientes y, a las 15:00 UTC del 3 de agosto, se convirtió en depresión tropical Ocho-E. A pesar de las condiciones desfavorables para un mayor desarrollo, seis horas después de la formación, Ocho-E se fortaleció en la tormenta tropical Gil. Sin embargo, esto sería de corta duración ya que Gil se debilitó nuevamente en una depresión tropical a las 09:00 UTC del 4 de agosto. Poco después de las 12:00 UTC del mismo día, Gil quedó completamente desprovisto de convección profunda debido a la fuerte cizalladura del viento. Finalmente, a las 03:00 UTC del 5 de agosto, Gil degeneró en un remanente a poca distancia de la costa de México.

### Tormenta tropical Henriette
El 6 de agosto a las 18:00 UTC, el Centro Nacional de Huracanes (NHC) comenzó a pronosticar la posible formación de un sistema de baja presión en la costa de México. Un día después, se formaron tormentas eléctricas asociadas con una ola tropical en la región. El sistema tuvo problemas para organizarse debido a la interacción de la tierra. El 11 de agosto, se fusionó con otra perturbación hacia el suroeste y se intensificó rápidamente a medida que avanzaba hacia el oeste-noroeste. Al día siguiente, desarrolló un centro de circulación cerrado y fue clasificado como depresión tropical Nueve-E, ya que continuó avanzando hacia el oeste. A las 09:00 UTC del 12 de agosto, la depresión se intensificó en la tormenta tropical Henriette. Henriette mantuvo su intensidad de 40 mph (65 km / h) ese día antes de debilitarse en una depresión tropical a principios del 13 de agosto debido a la intrusión de aire seco y la cizalladura continua del viento. Henriette degeneró en un remanente bajo varias horas después y el  Centro Nacional de Huracanes (NHC) emitió su último aviso sobre el sistema.

### Tormenta tropical Ivo
El 12 de agosto, el Centro Nacional de Huracanes (NHC) pronosticó la posible formación de un pozo de perturbación tropical en la costa de México. El disturbio no se organizó hasta el 16 de agosto alrededor de las 21:00 UTC cuando se formó un amplio sistema de baja presión dentro del área. A las 15:00 UTC del 21 de agosto, el sistema se organizó lo suficiente como para ser clasificado como una depresión tropical. Se intensificó en la tormenta tropical Ivo unas horas más tarde. A las 15:00 UTC del 22 de agosto, Ivo alcanzó vientos máximos de 70 mph (110 km/h) sobre aguas abiertas, y se pronosticó que se convertiría en un huracán mínimo, pero la cizalladura inesperada del viento hizo mella en el sistema. Ivo luego se movió sobre aguas más frías y gradualmente comenzó a debilitarse a medida que la convección profunda comenzó a separarse de su centro de bajo nivel. Ivo cayó a la intensidad de la depresión tropical alrededor de las 09:00 UTC del 25 de agosto cuando el sistema comenzó a carecer de convección profunda. Finalmente, después de ser reducido a un remolino de nubes de bajo nivel, Ivo fue declarado remanente bajo a las 21:00 UTC del 25 de agosto. A pesar de que Ivo no afectó la tierra, trajo vientos de tormenta tropical a isla Clarión, donde se informaron vientos sostenidos de 62 mph y ráfagas de 76 mph.

### Huracán Juliette
El 30 de agosto, el Centro Nacional de Huracanes (NHC) comenzó a rastrear un área de baja presión asociada con una ola tropical para el desarrollo potencial de tormentas eléctricas. Al día siguiente, se formaron tormentas eléctricas dentro del área. El sistema se organizó rápidamente en los próximos dos días y se intensificó en la tormenta tropical Juliette el 1 de septiembre. Juliette se intensificó rápidamente en un huracán de categoría 1 al día siguiente. La intensificación rápida continuó y Juliette alcanzó el estado de huracán mayor el 3 de septiembre, alcanzando su punto máximo como un huracán categoría 3 de alta gama con vientos de 125 mph (205 km/h). Después de alcanzar la intensidad máxima, la tormenta comenzó a debilitarse debido a la fuerte cizalladura del viento unas horas más tarde y rápidamente se debilitó a un estado de huracán mayor al día siguiente. El debilitamiento continuó cuando la tormenta se alejó de la costa mexicana y el sistema se debilitó a tormenta tropical el 6 de septiembre. Finalmente a las 21:00 UTC del 7 de septiembre, Juliette degeneró en un remanente bajo.

### Tormenta tropical Akoni
A principios del 4 de septiembre, el Centro Nacional de Huracanes (NHC) comenzó a rastrear un área de baja presión en rápido desarrollo, aproximadamente a 1.100 millas (1.770 km) al este-sureste de la Isla Grande de Hawái. Solo unas horas después, luego de un repentino aumento en la convección, el sistema se organizó en la depresión tropical Doce-E y se trasladó a la cuenca del Pacífico Central. Poco a poco se intensificó y finalmente alcanzó el estado de tormenta tropical, por lo que se llamó Akoni. El sistema tuvo problemas para organizarse debido a la fuerte cizalladura del viento y rápidamente se degeneró a un mínimo remanente el 6 de septiembre.

### Huracán Kiko
A fines del 6 de septiembre, el Centro Nacional de Huracanes (NHC) comenzó a pronosticar el desarrollo de un área de baja presión frente a las costas de México. En los próximos días, se desarrolló una onda tropical y se organizó lentamente, y finalmente se fusionó en una depresión tropical el 12 de septiembre. Seis horas después, se intensificó hasta convertirse en una tormenta tropical, y se llamó Kiko. El sistema luchó por intensificarse debido a la fuerte cizalladura del viento; Sin embargo, dos días después, Kiko comenzó a intensificarse rápidamente. El sistema alcanzó el estado de huracán de categoría 1 ya que las condiciones se volvieron algo favorables para la intensificación. La intensificación rápida continuó, y más tarde esa noche, Kiko alcanzó el estado de huracán mayor. A las 15:00 UTC del 15 de septiembre, Kiko se intensificó aún más en un huracán de categoría 4, alcanzando su intensidad máxima. Doce horas después, Kiko comenzó a debilitarse, cayendo al estado de categoría 2 a las 15:00 UTC del 16 de septiembre. La tendencia al debilitamiento continuó, y Kiko fue degradado a tormenta tropical el 17 de septiembre. Durante los siguientes ocho días, Kiko fluctuó en intensidad al trazar un camino sinusoidal a través del Pacífico, aunque nunca se volvió a intensificar en un huracán. A principios del 25 de septiembre, el sistema finalmente degeneró a un nivel bajo remanente después de trasladarse a la cuenca del Pacífico Central.

### Tormenta tropical Mario
El 12 de septiembre, el Centro Nacional de Huracanes (NHC) comenzó a monitorear una ola tropical al sur de México para su posible desarrollo. A medida que avanza hacia el noroeste, se desarrolló un sistema de baja presión a partir de la ola. El estallido de convección profunda indicó que el sistema se había fusionado en una depresión tropical. La depresión se intensificó en la tormenta tropical Mario unas horas después. Mario solo se fortaleció gradualmente, a pesar de estar sobre aguas cálidas, debido al continuo cizallamiento del huracán Lorena en el noreste, y a pesar de que originalmente se pronostica que eventualmente se convertirá en huracán, la tormenta solo alcanzó su punto máximo con vientos sostenidos de 65 mph (100 km/h). A finales del 20 de septiembre, el ciclón giró hacia el norte y comenzó a encontrar condiciones desfavorables. Mario se debilitó constantemente y fue degradado a una depresión tropical alrededor de las 13:00 UTC del 22 de septiembre, ya que su circulación consistía principalmente en un remolino de nubes de bajo nivel desprovistas de convección. Sin embargo, Mario volvió a desarrollar una pequeña área de convección y tormentas eléctricas, aunque este nuevo desarrollo demostró ser de corta duración, y Mario entró en un ambiente muy hostil al oeste de la península de Baja California. Finalmente, alrededor de las 20:00 UTC del 23 de septiembre, Mario degeneró en un remanente bajo sin convección.

### Huracán Lorena
El 13 de septiembre de 2019, se desarrolló un área débil de baja presión cerca de América Central. La baja pronto se convirtió en tormenta tropical el 17 de septiembre. Al ser paralelo a la costa de México, Lorena se intensificó a un huracán al día siguiente, cerca de la costa del estado mexicano de Colima. Al interactuar con la tierra, se debilitó de nuevo a una tormenta tropical, pero se reintensificó en un huracán al acercarse al extremo sur de la península de Baja California el 19 de septiembre. Al día siguiente, a las 10:35 p. m. MDT, Lorena tocó tierra cerca de la ciudad de La Ventana, Baja California Sur. Lorena se debilitó significativamente después de tocar tierra, y el sistema se degradó a una depresión tropical cuando se acercaba a una segunda tierra en la costa noroeste de México, el 22 de septiembre. Cuando tocó tierra, Lorena degeneró en un remanente bajo y se disipó rápidamente sobre el terreno montañoso de México.

### Tormenta tropical Narda
El 23 de septiembre, el Centro Nacional de Huracanes (NHC) comenzó a pronosticar el desarrollo de una perturbación en la costa sur de México en los próximos días, con el potencial de ciclogénesis tropical. El 25 de septiembre, se desarrolló una depresión de baja presión, como se esperaba. Las tormentas eléctricas se desarrollaron y organizaron gradualmente en asociación con la perturbación, y la organización aumentó significativamente en el sistema el 27 de septiembre; sin embargo, la perturbación luchó para desarrollar una circulación superficial cerrada y un centro de rotación. Debido a la amenaza del sistema para México y su alta probabilidad de desarrollo tropical, fue designado como la potencial ciclón tropical Dieciséis-E a las 16:00 UTC del 28 de septiembre. El sistema continuó organizándose, y varias horas después, el sistema se convirtió en la tormenta tropical Narda.
Narda alcanzó su intensidad máxima inicial con vientos de 45 mph antes de tocar tierra cerca de Zihuatanejo ese mismo día. Narda se debilitó hasta convertirse en una depresión sobre el terreno accidentado del suroeste de México, pero se fortaleció después de moverse sobre el agua y alcanzó su intensidad máxima. Narda se movió sobre el Golfo de California y posteriormente tocó tierra en Sinaola, pero su circulación se mantuvo principalmente sobre el agua. A pesar de esto, la interacción con la tierra hizo que Narda se debilitara rápidamente, y su circulación se disipó por completo a las 15:00 UTC del 1 de octubre. Narda trajo fuertes lluvias y provocó inundaciones en el suroeste de México. Dos personas fueron asesinadas en Oaxaca, una en Colima y otra en Guerrero.

### Tormenta tropical Ema
El 12 de octubre se desarrolló un área de baja presión a unos cientos de millas al oeste de Hawái. El Centro de Huracanes del Pacífico Central (CPHC) evaluó que el sistema tenía pocas posibilidades de desarrollo; sin embargo, el sistema se organizó rápidamente más tarde el mismo día. Los vientos huracanados pronto se desarrollaron y, en consecuencia, el Centro de Huracanes del Pacífico Central (CPHC) actualizó el sistema a tormenta tropical a las 15:00 UTC, nombrándolo Ema. Sin embargo, la existencia de Ema fue de corta duración, ya que la tormenta se debilitó debido a la fuerte cizalladura del viento y degeneró a un remanente bajo el 14 de octubre.

### Tormenta tropical Octave
A las 06:00 UTC del 15 de octubre, el Centro Nacional de Huracanes (NHC) comenzó a monitorear un área grande y desorganizada de lluvias y tormentas eléctricas sobre la parte suroeste de la cuenca. El sistema se organizó rápidamente mientras serpenteaba sobre aguas abiertas, y ganó suficiente organización para ser clasificado como depresión tropical Dieciocho-E a las 18:00 UTC del 17 de octubre. La depresión se fortaleció en la tormenta tropical Octave seis horas más tarde. Octave alcanzó su intensidad máxima a las 09:00 UTC del día siguiente, con vientos de 45 mph (75 km/h) y una presión barométrica mínima de 1004 milibares. Sin embargo, la fuerte cizalladura del viento del sudeste y un ambiente de aire muy seco causaron que Octave se debilitara, y el ciclón fue degradado a una depresión a las 09:00 UTC del 19 de octubre y degenerado en un remanente bajo 12 horas más tarde. El remanente bajo serpenteó por varios días más antes de disiparse el 22 de octubre.

### Tormenta tropical Priscilla
El 20 de octubre a las 09:00 UTC, el Centro Nacional de Huracanes (NHC) comenzó a emitir avisos sobre una depresión tropical recién formada cerca de la costa mexicana. Más tarde ese día, la depresión se convirtió en tormenta tropical Priscilla, en medio de condiciones ambientales favorables. Sin embargo, no se produjo un mayor desarrollo debido a la proximidad de Priscilla a la costa mexicana. Aproximadamente a las 19:30 UTC, Priscilla tocó tierra al este de Manzanillo, México, y se debilitó a una depresión tropical poco después. La interacción con el terreno montañoso del suroeste de México causó que la circulación superficial de Priscilla se disipara rápidamente al día siguiente.
Priscilla y sus disturbios precursores sobre México causaron fuertes inundaciones y deslizamientos de tierra en áreas cercanas a Manzanillo y sus alrededores.

### Tormenta tropical Raymond
A las 18:00 UTC del 12 de noviembre, el Centro Nacional de Huracanes (NHC) comenzó a monitorear un área de baja presión que se desarrolló a varios cientos de millas al sur de la península de Baja California. El área de baja presión se organizó lentamente y fue declarada depresión tropical Veinte-E a las 03:00 UTC del 15 de noviembre. La depresión se convirtió en tormenta tropical Raymond temprano al día siguiente. Raymond se fortaleció modestamente en un ambiente favorable y alcanzó su intensidad máxima con vientos de 50 mph (85 km/h). Raymond comenzó a debilitarse al día siguiente debido a los vientos cada vez más desfavorables del nivel superior a medida que avanzaba hacia el noroeste. A las 03:00 UTC del 17 de noviembre, Raymond se debilitó a una depresión tropical, y degeneró a un remanente bajo seis horas más tarde. Los restos de la tormenta trajeron fuertes lluvias al sur de California y Arizona, dejando a más de 13 millones de personas bajo vigilancia de inundaciones repentinas y aliviando condiciones inusualmente secas, trayendo la primera lluvia significativa al sur de California desde mayo. El sistema también trajo fuertes nevadas a zonas de mayor elevación.

### Depresión tropical Veintiuno-E
A las 06:00 UTC del 15 de noviembre, el Centro Nacional de Huracanes (NHC) comenzó a monitorear una pequeña área de baja presión a varios cientos de millas al sur de la costa de México. Las condiciones ambientales favorables permitieron que el área de baja presión se organizara de manera constante, y se convirtió en la depresión tropical Veintiuno-E a las 09:00 UTC del día siguiente. A pesar de las condiciones ambientales favorables, la presencia de Veintiuno-E en la Zona de Convergencia Intertropical le impidió alcanzar la fuerza de la tormenta tropical. La depresión degeneró a un mínimo remanente a las 21:00 UTC del 18 de noviembre.

### Otras tormentas

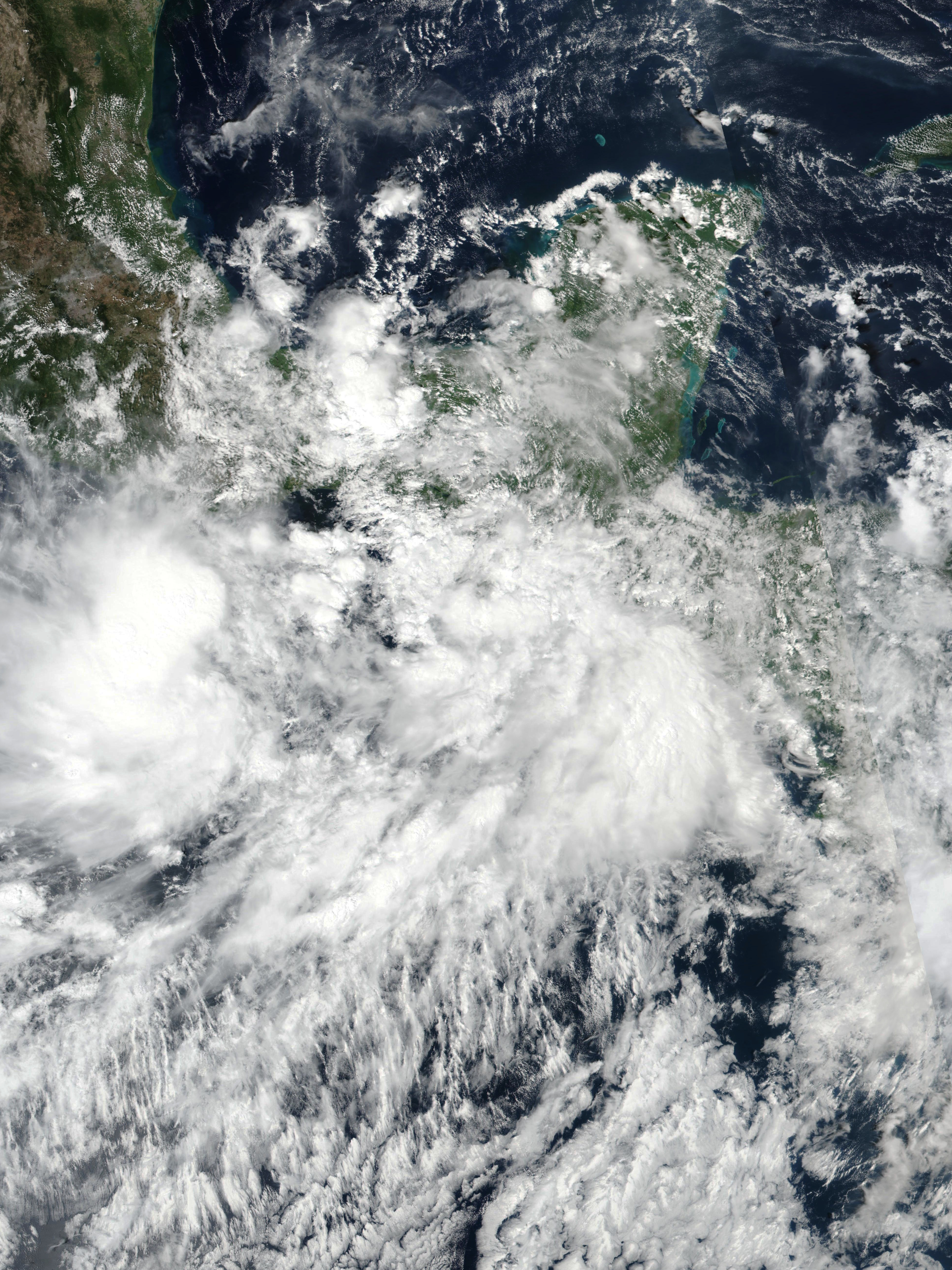
Potencial ciclón tropical Diecisiete-E el 15 de octubre

El 11 de octubre, el Centro Nacional de Huracanes (NHC) comenzó a pronosticar la formación de un área de baja presión al sur de la costa del sureste de México. Dos días después, se formó un área amplia de baja presión, asociada con un giro de Centroamérica, dentro de la región. La perturbación se organizó gradualmente en los próximos días a medida que avanzaba hacia el noroeste, y aunque a principios del 16 de octubre todavía carecía de un centro de circulación bien definido, la amenaza del sistema a la costa sur de México provocó la emisión de avisos sobre Potencial ciclón tropical Diecisiete-E. Aunque inicialmente se pronosticó que se convertiría en una tormenta tropical, la perturbación no logró adquirir un centro bien definido antes de que se moviera hacia el interior ese mismo día, momento en el cual el Centro Nacional de Huracanes (NHC) emitió su aviso final sobre el sistema. Vientos racheados y fuertes lluvias afectaron partes de El Salvador, causando daños significativos. Cuatro personas murieron en incidentes relacionados con la tormenta: tres por inundaciones y uno por un árbol caído. Ochenta familias requirieron evacuación en Cangrejera.

## Nombres de los ciclones tropicales
Los siguientes nombres se usaron para tormentas con nombre que se forman en el noreste del Océano Pacífico durante 2019. Los nombres retirados, si los hay, se anunciarán en las sesiones XLII y XLIII de la RA VI Hurricane Committee en la primavera de 2021 (simultáneamente con cualquier nombre ser retirado de la siguiente temporada de 2020). Originalmente, se suponía que los nombres retirados se anunciarían en la primavera de 2020, pero se canceló debido a la pandemia de COVID-19. Los nombres no retirados de esta lista se usarán nuevamente en la temporada de 2025. Esta fue la misma lista utilizada en la temporada de 2013, con la excepción del nombre de Mario, que reemplazó a Manuel. El nombre de Mario se usó por primera vez este año.
| - Alvin - Barbara - Cosme - Dalila - Erick - Flossie - Gil - Henriette | - Ivo - Juliette - Kiko - Lorena - Mario - Narda - Octave - Priscilla | - Raymond - Sonia (sin usar) - Tico (sin usar) - Velma (sin usar) - Wallis (sin usar) - Xina (sin usar) - York (sin usar) - Zelda (sin usar) |

Para las tormentas que se forman en el área de responsabilidad del Centro de Huracanes del Pacífico Central, que abarca el área entre 140 grados al oeste y la Línea internacional de cambio de fecha, todos los nombres se utilizan en una serie de cuatro listas rotatorias. Los siguientes cuatro nombres que se programaron para su uso en la temporada de 2019 se muestran a continuación de esta lista.
| - Akoni - Ema | - Hone (sin usar) - Iona (sin usar) | - Keli (sin usar) - Lala (sin usar) |

## Estadísticas de temporada
Esta es una tabla de todas los sistemas que se han formado en la temporada de 2019. Incluye su duración, nombres, áreas afectada(s), indicados entre paréntesis, daños y muertes totales. Las muertes entre paréntesis son adicionales e indirectas, pero aún estaban relacionadas con esa tormenta. Los daños y las muertes incluyen totales mientras que la tormenta era extratropical, una onda o un baja, y todas las cifras del daño están en USD 2019.
| DT | TT | 1 | 2 | 3 | 4 | 5 |

| Nombre                  | Fechas activo                   | Categoría de tormenta en intensidad máxima | Vientos máx. (km/h) | Presión min (hPa) | ACE     | Áreas afectadas             | Áreas afectadas  | Áreas afectadas | Daños (en millones USD) | Muertos |
| Nombre                  | Fechas activo                   | Categoría de tormenta en intensidad máxima | Vientos máx. (km/h) | Presión min (hPa) | ACE     | Lugar                       | Fecha            | Vientos (km/h)  | Daños (en millones USD) | Muertos |
| ----------------------- | ------------------------------- | ------------------------------------------ | ------------------- | ----------------- | ------- | --------------------------- | ---------------- | --------------- | ----------------------- | ------- |
| Alvin                   | 25 – 29 de junio                | Huracán categoría 1                        | 120 (75)            | 992               | 2.7825  | Ninguno                     | Ninguno          | Ninguno         | N/A                     | 0       |
| Barbara                 | 30 de junio – 5 de julio        | Huracán categoría 4                        | 250 (155)           | 930               | 19.0625 | Ninguno                     | Ninguno          | Ninguno         | N/A                     | 0       |
| Cosme                   | 6 – 7 de julio                  | Tormenta tropical                          | 85 (50)             | 1001              | 0.9325  | Ninguno                     | Ninguno          | Ninguno         | N/A                     | 0       |
| Cuatro-E                | 12 – 13 de julio                | Depresión tropical                         | 55 (35)             | 1006              | 0       | Ninguno                     | Ninguno          | Ninguno         | N/A                     | 0       |
| Dalila                  | 22 – 25 de julio                | Tormenta tropical                          | 75 (45)             | 1004              | 0.5650  | Ninguno                     | Ninguno          | Ninguno         | N/A                     | 0       |
| Erick                   | 27 de julio – 4 de agosto       | Huracán categoría 4                        | 215 (130)           | 952               | 14.09   | Ninguno                     | Ninguno          | Ninguno         | N/A                     | 0       |
| Flossie                 | 28 de julio – 5 de agosto       | Huracán categoría 1                        | 130 (80)            | 987               | 7.995   | Ninguno                     | Ninguno          | Ninguno         | N/A                     | 0       |
| Gil                     | 3 – 4 de agosto                 | Tormenta tropical                          | 65 (40)             | 1006              | 0.2450  | Ninguno                     | Ninguno          | Ninguno         | N/A                     | 0       |
| Henriette               | 12 – 13 de agosto               | Tormenta tropical                          | 75 (45)             | 1003              | 0.5650  | Ninguno                     | Ninguno          | Ninguno         | N/A                     | 0       |
| Ivo                     | 21 – 25 de agosto               | Tormenta tropical                          | 110 (70)            | 990               | 3.4600  | Ninguno                     | Ninguno          | Ninguno         | N/A                     | 0       |
| Juliette                | 1 – 7 de septiembre             | Huracán categoría 3                        | 205 (125)           | 953               | 14.5775 | Ninguno                     | Ninguno          | Ninguno         | N/A                     | 0       |
| Akoni                   | 4 – 6 de septiembre             | Tormenta tropical                          | 65 (40)             | 1003              | 0.5650  | Ninguno                     | Ninguno          | Ninguno         | N/A                     | 0       |
| Kiko                    | 12 – 24 de septiembre           | Huracán categoría 4                        | 215 (130)           | 950               | 17.815  | Ninguno                     | Ninguno          | Ninguno         | N/A                     | 0       |
| Lorena                  | 17 – 22 de septiembre           | Huracán categoría 1                        | 140 (85)            | 985               | 6.2575  | La Paz, Baja California Sur | 21 de septiembre | 120 (75)        | > $50 millones          | 1       |
| Mario                   | 17 – 22 de septiembre           | Tormenta tropical                          | 110 (70)            | 991               | 4.5025  | Ninguno                     | Ninguno          | Ninguno         | N/A                     | 0       |
| Narda                   | 29 de septiembre – 1 de octubre | Tormenta tropical                          | 85 (50)             | 997               | 1.3750  | Acapulco, Guerrero          | 30 de septiembre | 75 (45)         | > $15.2 millones        | 6       |
| Ema                     | 12 – 14 de octubre              | Tormenta tropical                          | 85 (50)             | 1003              | 0.7300  | Ninguno                     | Ninguno          | Ninguno         | N/A                     | 0       |
| Octave                  | 17 – 19 de octubre              | Tormenta tropical                          | 75 (45)             | 1006              | 0.6875  | Ninguno                     | Ninguno          | Ninguno         | N/A                     | 0       |
| Priscilla               | 20 – 21 de octubre              | Tormenta tropical                          | 75 (45)             | 1003              | 0.4050  | Ninguno                     | Ninguno          | Ninguno         | N/A                     | 0       |
| Raymond                 | 14 – 17 de noviembre            | Tormenta tropical                          | 85 (50)             | 1001              | 1.3750  | Ninguno                     | Ninguno          | Ninguno         | N/A                     | 0       |
| Veintiuno-E             | 16 – 18 de noviembre            | Depresión tropical                         | 55 (35)             | 1006              | 0       | Ninguno                     | Ninguno          | Ninguno         | N/A                     | 0       |
| Totales de la temporada |                                 |                                            |                     |                   |         |                             |                  |                 |                         |         |
| 21 ciclones             | 25 de junio – 18 de noviembre   |                                            | 250 (155)           | 930               | 97.9875 | '                           | '                | '               | > $66.1 millones        | 12      |